# Microdontochromis
Genre
Pour FishBase et ITIS, ce genre est un synonyme du genre Xenotilapia.
Seul NCBI conserve 2 espèces dans ce genre.

## Liste d'espèces
Selon NCBI :
- Microdontochromis rotundiventralis
- Microdontochromis tenuidentatus